# Myrcha
Myrcha is een plaats in het Poolse district  Siedlecki, woiwodschap Mazovië. De plaats maakt deel uit van de gemeente Wiśniew en telt 90 inwoners.